# Clypearia weyrauchi
Clypearia weyrauchi är en getingart som beskrevs av Richards 1978. Clypearia weyrauchi ingår i släktet Clypearia och familjen getingar. Inga underarter finns listade i Catalogue of Life.